# Prosoplus brunneus
Prosoplus brunneus är en skalbaggsart som beskrevs av Stefan von Breuning 1938. Prosoplus brunneus ingår i släktet Prosoplus och familjen långhorningar. Inga underarter finns listade i Catalogue of Life.